# Kryptolebias marmoratus
Kryptolebias marmoratus е вид лъчеперка от семейство Rivulidae. Видът не е застрашен от изчезване.

## Разпространение и местообитание
Разпространен е в Американски Вирджински острови, Ангуила, Антигуа и Барбуда, Аруба, Барбадос, Бахамски острови, Белиз, Бразилия, Британски Вирджински острови, Венецуела, Гваделупа, Гренада, Доминика, Кайманови острови, Куба, Кюрасао, Мартиника, Мексико, Монсерат, Пуерто Рико, САЩ, Сейнт Винсент и Гренадини, Сейнт Китс и Невис, Сейнт Лусия, Тринидад и Тобаго, Търкс и Кайкос, Френска Гвиана и Ямайка.
Обитава крайбрежията на сладководни и полусолени басейни.

## Описание
На дължина достигат до 7,5 cm.